# Ring of Fire (Def Leppard)
Ring of Fire är en låt med Def Leppard som finns med på deras album Retro Active från år 1993. De spelade in låten redan år 1987 och den fanns ursprungligen med på B-sidan av den amerikanska versionen av singeln Pour Some Sugar on Me. Ring of Fire blev ingen större hit och är en av Def Leppards mindre kända låtar.